# Empower Ladies
Empower Ladies est une association féministe togolaise fondée en 2019 à Lomé par Hamdiya Katchirika. L'association se consacre principalement à la lutte contre la précarité menstruelle, mais s'implique aussi dans d'autres initiatives, comme la prévention du cancer du sein.

## Histoire

### Fondation et actions
L'association est fondée en 2019 à Lomé par Hamdiya Katchirika. L'association se consacre surtout à la lutte contre la précarité menstruelle dans le pays,. Pour ce faire, les militantes distribuent entre autres des serviettes hygiéniques réutilisables et lavables faites en tissu dans les régions reculées du pays,,,.
Elles participent aussi à des ateliers de sensibilisation, à la fois sur les menstrues,, dans des zones encore beaucoup touchées par les préjugés à ce niveau, mais aussi sur d'autres sujets, comme en sensibilisant les jeunes filles togolaises au cancer du sein et aux moyens d'identifier cette maladie.